# Temporada 2005-06 de la NBA
La temporada 2005-06 de la NBA fue la sexagésima en la historia de la liga. Dio comienzo el 1 de noviembre de 2005 y finalizó el 19 de abril de 2006. Los playoffs empezaron el 22 de abril de 2006 y terminaron el 20 de junio de 2006 con la coronación de Miami Heat como campeones de la NBA tras derrotar a Dallas Mavericks por 4-2.

## Aspectos destacados
- Un nuevo código de vestimenta fue puesto en práctica a principios de año por el comisionado David Stern.
- Miami Heat ganó el primer campeonato en su historia. Se convirtió en la tercera franquicia (junto con Boston Celtics en 1969 y Portland Trail Blazers en 1977) en ganar el anillo tras perder los dos primeros partidos de las Finales. También es el primero de los cuatro equipos en expansión de la temporada 1988-89 en conseguir un campeonato.
- El All-Star Game se jugó el 19 de febrero de 2006 en el Toyota Center de Houston, ganando el Este al Oeste por 122-120. LeBron James de Cleveland Cavaliers fue el MVP del partido.
- Charlotte Bobcats comenzó a disputar sus encuentros en el nuevo pabellón Charlotte Bobcats Arena, en el centro de la ciudad.
- Debido a los desastres provocados por el Huracán Katrina, New Orleans Hornets jugó 32 partidos como local en el Ford Center de Oklahoma City, 6 en el Pete Maravich Assembly Center de la Universidad de Louisiana State y 3 en el New Orleans Arena en marzo. Durante esta temporada, la franquicia fue oficialmente conocida como New Orleans/Oklahoma City Hornets.
- En esta temporada se cumplieron 30 años de la absorción de cuatro equipos de la ABA a la NBA: Indiana Pacers, New Jersey Nets, Denver Nuggets y San Antonio Spurs, todos ellos en 1976.
- El 22 de enero de 2006, Kobe Bryant anotó 81 puntos ante Toronto Raptors. Dicha anotación es la segunda mejor en la historia de la liga, por detrás de los 100 tantos de Wilt Chamberlain en 1962.
- Scottie Pippen (Chicago Bulls), Karl Malone (Utah Jazz) y Reggie Miller (Indiana Pacers) fueron homenajeados con la retirada de sus dorsales en sus respectivos equipos.
- Por quinto año consecutivo, la NBA continuó con su programa de Hardwood Classics. Bulls, Rockets, Clippers, Grizzlies, Heat, Nets, Knicks, Magic, Suns, Sonics y Wizards participaron vistiendo camisetas retro en partidos selectos.
- En el último partido de la temporada regular, Ray Allen batió el récord de más triples anotados en una campaña con 269.
- Las Finales de la NBA fueron irónicamente conocidas como "American Airlines" debido a que ambos equipos juegan en pabellones patrocinados por la compañía aérea. Miami Heat disputa sus encuentros en el American Airlines Arena mientras que Dallas Mavericks lo hace en el American Airlines Center.
- Todos los equipos de la División Central se clasificaron para los playoffs, siendo la primera vez que una división logra colocar a todos sus equipos en la postemporada desde que la División Medio Oeste lo hiciera 20 años atrás.

## Clasificaciones
| Conferencia Este   |                         |    |    |      |    |
| División Atlántico |                         |    |    |      |    |
| #                  | Equipo                  | V  | D  | %V   | P  |
| 1                  | New Jersey Nets (3)     | 49 | 33 | .598 | -  |
| 2                  | Philadelphia 76ers      | 38 | 44 | .463 | 11 |
| 3                  | Boston Celtics          | 33 | 49 | .402 | 16 |
| 4                  | Toronto Raptors         | 27 | 55 | .329 | 22 |
| 5                  | New York Knicks         | 23 | 59 | .280 | 26 |
| División Central   |                         |    |    |      |    |
| #                  | Equipo                  | V  | D  | %V   | P  |
| 1                  | Detroit Pistons (1)     | 64 | 18 | .780 | -  |
| 2                  | Cleveland Cavaliers (4) | 50 | 32 | .610 | 14 |
| 3                  | Indiana Pacers (6)      | 41 | 41 | .500 | 23 |
| 4                  | Chicago Bulls (7)       | 41 | 41 | .500 | 23 |
| 5                  | Milwaukee Bucks (8)     | 40 | 42 | .488 | 24 |
| División Sureste   |                         |    |    |      |    |
| #                  | Equipo                  | V  | D  | %V   | P  |
| 1                  | Miami Heat (2)          | 52 | 30 | .634 | -  |
| 2                  | Washington Wizards (5)  | 42 | 40 | .512 | 10 |
| 3                  | Orlando Magic           | 36 | 46 | .439 | 16 |
| 4                  | Charlotte Bobcats       | 26 | 56 | .317 | 26 |
| 5                  | Atlanta Hawks           | 26 | 56 | .317 | 26 |

| Conferencia Oeste |                          |    |    |      |    |
| División Noroeste |                          |    |    |      |    |
| #                 | Equipo                   | V  | D  | %V   | P  |
| 1                 | Denver Nuggets (3)       | 44 | 38 | .537 | -  |
| 2                 | Utah Jazz                | 41 | 41 | .500 | 3  |
| 3                 | Seattle SuperSonics      | 35 | 47 | .427 | 9  |
| 4                 | Minnesota Timberwolves   | 33 | 49 | .402 | 11 |
| 5                 | Portland Trail Blazers   | 21 | 61 | .256 | 23 |
| División Pacífico |                          |    |    |      |    |
| #                 | Equipo                   | V  | D  | %V   | P  |
| 1                 | Phoenix Suns (2)         | 54 | 28 | .659 | -  |
| 2                 | Los Angeles Clippers (6) | 47 | 35 | .573 | 7  |
| 3                 | Los Angeles Lakers (7)   | 45 | 37 | .549 | 9  |
| 4                 | Sacramento Kings (8)     | 44 | 38 | .537 | 10 |
| 5                 | Golden State Warriors    | 34 | 48 | .415 | 20 |
| División Suroeste |                          |    |    |      |    |
| #                 | Equipo                   | V  | D  | %V   | P  |
| 1                 | San Antonio Spurs (1)    | 63 | 19 | .768 | -  |
| 2                 | Dallas Mavericks (4)     | 60 | 22 | .732 | 3  |
| 3                 | Memphis Grizzlies (5)    | 49 | 33 | .598 | 14 |
| 4                 | NO/OKC Hornets           | 38 | 44 | .463 | 25 |
| 5                 | Houston Rockets          | 34 | 48 | .415 | 29 |

* V: Victorias
* D: Derrotas
* %V: Porcentaje de victorias
* P: Partidos de diferencia respecto a la primera posición

## Playoffs
|  | Primera Ronda     | Primera Ronda | Primera Ronda |   |              | Semifinales de Conferencia | Semifinales de Conferencia | Semifinales de Conferencia |  |    | Final de Conferencia | Final de Conferencia | Final de Conferencia |  |    | Finales de la NBA | Finales de la NBA | Finales de la NBA |
|  |                   |               |               |   |              |                            |                            |                            |  |    |                      |                      |                      |  |    |                   |                   |                   |
|  | E1                | *Detroit      | 4             |   |              |                            |                            |                            |  |    |                      |                      |                      |  |    |                   |                   |                   |
|  | E8                | Milwaukee     | 1             |   |              |                            |                            |                            |  |    |                      |                      |                      |  |    |                   |                   |                   |
|  | E8                | Milwaukee     | 1             |   | E1           | *Detroit                   | 4                          |                            |  |    |                      |                      |                      |  |    |                   |                   |                   |
|  |                   |               |               |   | E1           | *Detroit                   | 4                          |                            |  |    |                      |                      |                      |  |    |                   |                   |                   |
|  |                   | E4            | Cleveland     | 3 |              |                            |                            |                            |  |    |                      |                      |                      |  |    |                   |                   |                   |
|  | E4                | E4            | Cleveland     | 3 | Cleveland    | 4                          |                            |                            |  |    |                      |                      |                      |  |    |                   |                   |                   |
|  | E4                |               |               |   | Cleveland    | 4                          |                            |                            |  |    |                      |                      |                      |  |    |                   |                   |                   |
|  | E5                | Washington    | 2             |   |              |                            |                            |                            |  |    |                      |                      |                      |  |    |                   |                   |                   |
|  | E5                | Washington    | 2             |   |              |                            |                            |                            |  | E1 | *Detroit             | 2                    |                      |  |    |                   |                   |                   |
|  | Conferencia Este  |               |               |   |              |                            |                            |                            |  | E1 | *Detroit             | 2                    |                      |  |    |                   |                   |                   |
|  |                   | E2            | *Miami        | 4 |              |                            |                            |                            |  |    |                      |                      |                      |  |    |                   |                   |                   |
|  | E3                | E2            | *Miami        | 4 | *New Jersey  | 4                          |                            |                            |  |    |                      |                      |                      |  |    |                   |                   |                   |
|  | E3                |               |               |   | *New Jersey  | 4                          |                            |                            |  |    |                      |                      |                      |  |    |                   |                   |                   |
|  | E6                | Indiana       | 2             |   |              |                            |                            |                            |  |    |                      |                      |                      |  |    |                   |                   |                   |
|  | E6                | Indiana       | 2             |   | E3           | *New Jersey                | 1                          |                            |  |    |                      |                      |                      |  |    |                   |                   |                   |
|  |                   |               |               |   | E3           | *New Jersey                | 1                          |                            |  |    |                      |                      |                      |  |    |                   |                   |                   |
|  |                   | E2            | *Miami        | 4 |              |                            |                            |                            |  |    |                      |                      |                      |  |    |                   |                   |                   |
|  | E2                | E2            | *Miami        | 4 | *Miami       | 4                          |                            |                            |  |    |                      |                      |                      |  |    |                   |                   |                   |
|  | E2                |               |               |   | *Miami       | 4                          |                            |                            |  |    |                      |                      |                      |  |    |                   |                   |                   |
|  | E7                | Chicago       | 2             |   |              |                            |                            |                            |  |    |                      |                      |                      |  |    |                   |                   |                   |
|  | E7                | Chicago       | 2             |   |              |                            |                            |                            |  |    |                      |                      |                      |  | E2 | *Miami            | 4                 |                   |
|  |                   |               |               |   |              |                            |                            |                            |  |    |                      |                      |                      |  | E2 | *Miami            | 4                 |                   |
|  |                   | O4            | Dallas        | 2 |              |                            |                            |                            |  |    |                      |                      |                      |  |    |                   |                   |                   |
|  | O1                | O4            | Dallas        | 2 | *San Antonio | 4                          |                            |                            |  |    |                      |                      |                      |  |    |                   |                   |                   |
|  | O1                |               |               |   | *San Antonio | 4                          |                            |                            |  |    |                      |                      |                      |  |    |                   |                   |                   |
|  | O8                | Sacramento    | 2             |   |              |                            |                            |                            |  |    |                      |                      |                      |  |    |                   |                   |                   |
|  | O8                | Sacramento    | 2             |   | O1           | *San Antonio               | 3                          |                            |  |    |                      |                      |                      |  |    |                   |                   |                   |
|  |                   |               |               |   | O1           | *San Antonio               | 3                          |                            |  |    |                      |                      |                      |  |    |                   |                   |                   |
|  |                   | O4            | Dallas        | 4 |              |                            |                            |                            |  |    |                      |                      |                      |  |    |                   |                   |                   |
|  | O4                | O4            | Dallas        | 4 | Dallas       | 4                          |                            |                            |  |    |                      |                      |                      |  |    |                   |                   |                   |
|  | O4                |               |               |   | Dallas       | 4                          |                            |                            |  |    |                      |                      |                      |  |    |                   |                   |                   |
|  | O5                | Memphis       | 0             |   |              |                            |                            |                            |  |    |                      |                      |                      |  |    |                   |                   |                   |
|  | O5                | Memphis       | 0             |   |              |                            |                            |                            |  | O4 | Dallas               | 4                    |                      |  |    |                   |                   |                   |
|  | Conferencia Oeste |               |               |   |              |                            |                            |                            |  | O4 | Dallas               | 4                    |                      |  |    |                   |                   |                   |
|  |                   | O2            | *Phoenix      | 2 |              |                            |                            |                            |  |    |                      |                      |                      |  |    |                   |                   |                   |
|  | O3                | O2            | *Phoenix      | 2 | *Denver      | 1                          |                            |                            |  |    |                      |                      |                      |  |    |                   |                   |                   |
|  | O3                |               |               |   | *Denver      | 1                          |                            |                            |  |    |                      |                      |                      |  |    |                   |                   |                   |
|  | O6                | L.A. Clippers | 4             |   |              |                            |                            |                            |  |    |                      |                      |                      |  |    |                   |                   |                   |
|  | O6                | L.A. Clippers | 4             |   | O6           | L.A. Clippers              | 3                          |                            |  |    |                      |                      |                      |  |    |                   |                   |                   |
|  |                   |               |               |   | O6           | L.A. Clippers              | 3                          |                            |  |    |                      |                      |                      |  |    |                   |                   |                   |
|  |                   | O2            | *Phoenix      | 4 |              |                            |                            |                            |  |    |                      |                      |                      |  |    |                   |                   |                   |
|  | O2                | O2            | *Phoenix      | 4 | *Phoenix     | 4                          |                            |                            |  |    |                      |                      |                      |  |    |                   |                   |                   |
|  | O2                |               |               |   | *Phoenix     | 4                          |                            |                            |  |    |                      |                      |                      |  |    |                   |                   |                   |
|  | O7                | L.A. Lakers   | 3             |   |              |                            |                            |                            |  |    |                      |                      |                      |  |    |                   |                   |                   |

* - Campeón de división

Negrita- Ganador de las series

## Estadísticas
| Categoría                    | Jugador          | Equipo                 | Estadísticas |
| ---------------------------- | ---------------- | ---------------------- | ------------ |
| Puntos por partido           | Kobe Bryant      | Los Angeles Lakers     | 35.4         |
| Rebotes por partido          | Kevin Garnett    | Minnesota Timberwolves | 12.7         |
| Asistencias por partido      | Steve Nash       | Phoenix Suns           | 10.5         |
| Robos por partido            | Gerald Wallace   | Charlotte Bobcats      | 2.5          |
| Tapones por partido          | Marcus Camby     | Denver Nuggets         | 3.3          |
| Porcentaje de tiros de campo | Shaquille O'Neal | Miami Heat             | 60.0%        |
| Porcentaje de tiros libres   | Steve Nash       | Phoenix Suns           | 92.1%        |
| Porcentaje de triples        | Richard Hamilton | Detroit Pistons        | 45.8%        |

## Premios
- MVP de la Temporada
  -  Steve Nash (Phoenix Suns)
- Mejor Defensor
  -  Ben Wallace (Detroit Pistons)
- Rookie del Año
  -  Chris Paul (New Orleans/Oklahoma City Hornets)
- Mejor Sexto Hombre
  -  Mike Miller (Memphis Grizzlies)
- Jugador Más Mejorado
  -  Boris Diaw (Phoenix Suns)
- Entrenador del Año
  -  Avery Johnson (Dallas Mavericks)
- Primer Quinteto de la Temporada
  - F LeBron James - Cleveland Cavaliers
  - F Dirk Nowitzki - Dallas Mavericks
  - C Shaquille O'Neal - Miami Heat
  - G Kobe Bryant - Los Angeles Lakers
  - G Steve Nash - Phoenix Suns
- Segundo Quinteto de la Temporada
  - F Elton Brand - Los Angeles Clippers
  - F Tim Duncan - San Antonio Spurs
  - C Ben Wallace - Detroit Pistons
  - G Dwyane Wade - Miami Heat
  - G Chauncey Billups - Detroit Pistons
- Tercer Quinteto de la Temporada
  - F Shawn Marion - Phoenix Suns
  - F Carmelo Anthony - Denver Nuggets
  - C Yao Ming - Houston Rockets
  - G Allen Iverson - Philadelphia 76ers
  - G Gilbert Arenas - Washington Wizards
- Primer Quinteto Defensivo
  - Bruce Bowen - San Antonio Spurs
  - Ben Wallace - Detroit Pistons
  - Andréi Kirilenko - Utah Jazz
  - Ron Artest - Sacramento Kings
  - Kobe Bryant - Los Angeles Lakers
  - Jason Kidd - New Jersey Nets
- Segundo Quinteto Defensivo
  - Tim Duncan - San Antonio Spurs
  - Chauncey Billups - Detroit Pistons
  - Kevin Garnett - Minnesota Timberwolves
  - Marcus Camby - Denver Nuggets
  - Tayshaun Prince - Detroit Pistons
- Primer Quinteto de Rookies
  - Chris Paul - New Orleans Hornets
  - Charlie Villanueva - Toronto Raptors
  - Andrew Bogut - Milwaukee Bucks
  - Deron Williams - Utah Jazz
  - Channing Frye - New York Knicks
- Segundo Quinteto de Rookies
  - Danny Granger - Indiana Pacers
  - Raymond Felton - Charlotte Bobcats
  - Luther Head - Houston Rockets
  - Josh Smith - Atlanta Hawks
  - Ryan Gomes - Boston Celtics